# 조셉 헨너베리

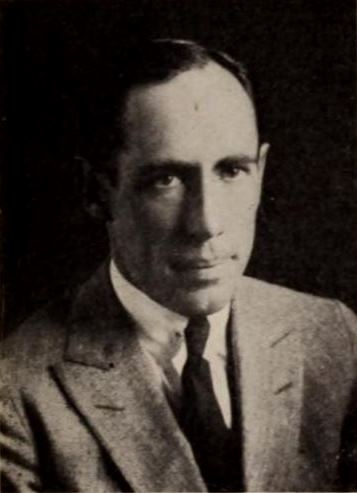

조셉 헨너베리(Joseph Henabery, 1888년 1월 15일 ~ 1976년 2월 18일)는 미국의 배우, 각본가, 영화 감독, 영화 프로듀서, 영상 편집자이다.
오마하에서 태어났으며 우들랜드힐스에서 사망하였다.

## 영화
- 트래블링 세일즈맨 (1921년)
- 라이프 오브 더 파티 (1920년)
- 인톨러런스 (1916년)